# Ceratomyxa laxa
Ceratomyxa laxa is een microscopische parasiet uit de familie Ceratomyxidae. Ceratomyxa laxa werd in 1960 beschreven door Meglitsch. 